# Auguste Comte
Auguste Comte, właśc. Isidore Marie Auguste François Xavier Comte (ur. 19 stycznia 1798 w Montpellier, zm. 5 września 1857 w Paryżu) – francuski filozof i pozytywista, twórca terminu socjologia.

## Życie i dzieło
Comte urodził się w Montpellier w południowo-wschodniej Francji. Studiował matematykę w Szkole Politechnicznej w Paryżu, ale nie ukończył studiów. Następnie mieszkał w Paryżu, dając dorywczo korepetycje z matematyki. Szybko popadł w biedę, z której wychodził z trudem. Mimo że był osobą o wybitnych zdolnościach, nigdy nie został dopuszczony do funkcji akademickich. Ożenił się z Caroline Massin, z którą rozwiódł się w 1842 roku. Od 1844 roku związany z Clotilde de Vaux, jednak był to związek krótkotrwały z powodu jej nagłej choroby i śmierci. Zmarł w Paryżu 5 września 1857 na raka żołądka i został pochowany na cmentarzu Père-Lachaise.
Comte był przekonany o konieczności dokonania reformy nauki, a jego plany reformatorskie objęły także stosunki społeczne oraz religię. Jego głównym dziełem było sześciotomowe Cours de philosophie positive – Kurs filozofii pozytywnej (1830-1842), a plany reform społecznych i religijnych zawarł w Système de politique positive (1851-1854).
W 1817 został sekretarzem Claude Henri Saint-Simona, z którym współpracował do 1824. Zarys filozofii pozytywnej zawarł już w artykule z 1822 zatytułowanym Plan badań naukowych niezbędnych do reorganizacji społeczeństwa.

## Poglądy
Comte nakreślił podstawy filozofii pozytywistycznej (był twórcą pojęcia pozytywizm). Filozofia jego jest pozytywna gdyż:
- zajmuje się ona wyłącznie przedmiotami rzeczywistymi – bada rzeczy dostępne umysłowi;
- rozważa tylko tematy pożyteczne – gdyż chce służyć polepszeniu życia;
- ogranicza się do przedmiotów, o których można uzyskać wiedzę pewną;
- zajmuje się kwestiami ścisłymi;
- pracuje pozytywnie, nie ogranicza się do krytyki.

W ujęciu Comte’a filozofem pozytywnym jest ten, kto zrozumiał, że nauki przyrodnicze stworzyły najdoskonalszy wzór dochodzenia naukowego, posługując się tylko badaniami czysto faktycznymi bez mglistej spekulacji. Filozof pozytywny unika tworów abstrakcyjnych oraz „bezbłędnych” i zastępuje je przez konkretne oraz względne.
Comte inspiracje czerpał przede wszystkim od uczonych-przyrodników, Bacona, Kartezjusza, Galileusza i po części Newtona, którzy dokonywali refleksji metodologicznych oraz empiryzmu brytyjskiego, zwłaszcza Davida Hume’a. Pewne idee zawdzięczał także filozofowi francuskiego Oświecenia, d’Alembertowi. Plany reformy społecznej były w tym czasie szeroko rozpowszechnione; Comte przyjaźnił się przez pewien czas z przedstawicielem tzw. socjalizmu utopijnego – Claude-Henrim de Saint-Simonem, który być może przywłaszczył sobie wiele pomysłów młodego uczonego i filozofa.
Comte określił zakres filozofii pozytywnej, ograniczając ją do realnie istniejących przedmiotów, o których można uzyskać wiedzę pewną i ścisłą – czyli do faktów zewnętrznych dotyczących przedmiotów fizycznych. Dlatego metafizyka nie może być przedmiotem rzetelnej wiedzy. Filozofia miała być podstawą teoretyczną tak pomyślanej nauki, zestawiając i uogólniając gromadzoną przez badaczy wiedzę. Pozytywizm odrzucał dociekania co do istnienia materii albo Boga jako niepewne, znajdujące się poza rzetelnym doświadczeniem.
Comte zajmował się zagadnieniem ewolucji wiedzy i twierdził, że faza naukowa („pozytywna”) stanowi najwyższe stadium tej ewolucji przebiegającej według schematu:
- faza teologiczna – gdy w wyjaśnieniach zjawisk ludzie odwoływali się do sił nadprzyrodzonych, istot boskich lub bóstwa;
- faza metafizyczna – gdy ludzie wyjaśniają zjawiska poprzez abstrakcyjne pojęcia i rozumową spekulację (najczęściej oderwaną od rzeczywistości);
- faza pozytywna – gdy ludzie formułują twierdzenia oparte na faktach i zależnościach współistnienia lub następstwa między faktami. W tej fazie ludzie mogą ustalać i przewidywać nieznane dotąd fakty. Faza ta jest tożsama z fazą naukową.

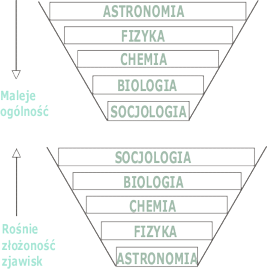
Teoria nauk abstrakcyjnych Comte'a.

Comte stworzył jedną z pierwszych teorii nauki. Rozróżnił nauki abstrakcyjne (zajmujące się prawami łączącymi fakty przyrody) oraz nauki konkretne (opisujące fakty, np. mineralogia). Za nauki abstrakcyjne uważał matematykę, astronomię, fizykę, chemię, biologię i socjologię. Comte ukuł (1838) nazwę socjologia dla odróżnienia od używanego przez jego rywali intelektualnych terminu „fizyka społeczna”. Nakreślił również jej program: badanie metodą przyrodniczą, empiryczną i historyczną ludzkich społeczeństw, panującego w nich porządku i warunków postępu.
Wymienione dziedziny uporządkowane są według malejącego zakresu badań, od astronomii do socjologii (patrz. rycina), któremu towarzyszy wzrost złożoności badanych zjawisk. Kolejne mniej ogólne nauki, pojawiały się historycznie później, i później osiągały stadium empiryczne, przechodząc najpierw przez fazę teologiczną i metafizyczną.
W systemie Comte’a nauka pozytywna była tylko częścią doskonałego ustroju społecznego, który postulował. Idealnym celem społeczeństwa miało być doskonalenie natury ludzkiej. Jednak jego postulaty w tym zakresie okazały się nietypowe i odbiegające od jego założeń dotyczących obiektywizmu: postulował ustanowienie kultu Ludzkości, Postępu i Ładu, którego kapłani mieliby monopol na nauczanie i medycynę oraz sprawowaliby cenzurę; ustrój miałby być dyktatorski, a urzędy – dziedziczne. Dewizą tego ładu miałoby być hasło Comte’a: L’amour pour principe; l’ordre pour base; le progrès pour but („Miłość jako zasada, porządek jako podstawa, postęp jako cel”).
Comte uważał chrześcijaństwo za przeżytek, lecz mimo to uważał, że jest wartościowe. Według niego religia stanowi połączenie autorytetu i norm moralnych, które kierują człowieka na drogę posłuszeństwa, przez co uważał ją za doskonałe narzędzie dyscyplinowania społeczeństwa.

## Oddziaływanie
Filozofia Comte’a składa się z dwóch części: wcześniejszej, która stała się istotą tego, co później nazywano pozytywizmem, oraz późniejszej – doktrynerskiej i totalitarnej. Pierwsza część oddziaływała szeroko: we Francji dzięki Emilowi Littré, jednemu z najwybitniejszych uczonych francuskich, który odrzucał późniejsze prace Comte’a, ale był entuzjastą idei zawartych we wcześniejszych; w Anglii dzięki inspiracji, jaką się stała dla Johna Stuarta Milla. Druga część oddziaływała na sektę zwolenników, skupionych wokół Pierre’a Laffite’a. Kościół pozytywistyczny, głoszący nauczanie Comte’a, rozpowszechnił się w wielu krajach świata.
Pozytywizm Auguste’a Comte’a miał istotny wpływ na poglądy filozofów medycyny, utożsamianych ze „starszą” polską szkołą filozofii medycyny.

## Prace
Tłumaczenia na język polski
- A. Comte, Metoda pozytywna w szesnastu wykładach, przekład W.Wojciechowska, PWN 1961.